# Pavetta sylvatica
Pavetta sylvatica är en måreväxtart som beskrevs av Carl Ludwig von Blume. Pavetta sylvatica ingår i släktet Pavetta och familjen måreväxter. Inga underarter finns listade i Catalogue of Life.